# 16114 Alyono
A 16114 Alyono (ideiglenes jelöléssel 1999 XV23) a Naprendszer kisbolygóövében található aszteroida. A LINEAR projekt keretében fedezték fel 1999. december 6-án.